# Pheidole athertonensis
Pheidole athertonensis är en myrart som beskrevs av Auguste-Henri Forel 1915. Pheidole athertonensis ingår i släktet Pheidole och familjen myror.

## Underarter
Arten delas in i följande underarter:
- P. a. athertonensis
- P. a. cedarensis
- P. a. tambourinensis